# Chicago (franquicia)
La franquicia Chicago (también llamada One Chicago) es una franquicia de medios de los programas de televisión estadounidenses creados por Derek Haas, Michael Brandt y Dick Wolf, y actualmente emitidos por NBC, todos los cuales tratan con diferentes servicios públicos en Chicago, Illinois. La franquicia Chicago ha mantenido fuertes índices de audiencia, liderando el horario estelar en total de espectadores, con un promedio de casi siete millones de espectadores por programa, entre Chicago Fire, Chicago P.D., y Chicago Med.
Cuatro series de televisión conforman la mayor parte de la franquicia Chicago: P.D., Fire, Med y Justice. Todas las series en total ascienden a 608 episodios en 30 temporadas de televisión.

## Sinopsis
La franquicia de Chicago se centra en la vida profesional y privada de los bomberos, oficiales de policía, personal de emergencias médicas y profesionales legales que prestan servicios en la ciudad de Chicago. Un tema recurrente y unificador de los cuatro shows es Molly's, un pequeño bar propiedad de tres bomberos que ha sido frecuentado por personajes de los cuatro shows. Dick Wolf ha declarado que la mayoría de los episodios de la franquicia terminarán con una escena en Molly's, diciendo que "es una gran nota en el final de cada programa que conecta todos los programas".
En el otoño de 2018, la NBC cambió los tres programas en intervalos de tiempo consecutivos el miércoles, comenzando con Chicago Med a las 8:00 p. m. (ET)

## Franquicia
| Serie           | Temporada | Temporada | Episodios | Episodios | Emisión original         | Emisión original    | Estado    |
| Serie           | Temporada | Temporada | Episodios | Episodios | Primera emisión          | Última emisión      | Estado    |
| --------------- | --------- | --------- | --------- | --------- | ------------------------ | ------------------- | --------- |
| Chicago Fire    |           | 1         | 24        | 24        | 10 de octubre de 2012    | 22 de mayo de 2013  | Estrenada |
| Chicago Fire    |           | 2         | 22        | 22        | 24 de septiembre de 2013 | 13 de mayo de 2014  | Estrenada |
| Chicago Fire    |           | 3         | 23        | 23        | 23 de septiembre de 2014 | 12 de mayo de 2015  | Estrenada |
| Chicago Fire    |           | 4         | 23        | 23        | 13 de octubre de 2015    | 17 de mayo de 2016  | Estrenada |
| Chicago Fire    |           | 5         | 22        | 22        | 11 de octubre de 2016    | 16 de mayo de 2017  | Estrenada |
| Chicago Fire    |           | 6         | 23        | 23        | 28 de septiembre de 2017 | 10 de mayo de 2018  | Estrenada |
| Chicago Fire    |           | 7         | 22        | 22        | 26 de septiembre de 2018 | 22 de mayo de 2019  | Estrenada |
| Chicago Fire    |           | 8         | 20        | 20        | 25 de septiembre de 2019 | 15 de abril de 2020 | Estrenada |
| Chicago Fire    |           | 9         | 16        | 16        | 11 de noviembre de 2020  | 26 de mayo de 2021  | Estrenada |
| Chicago Fire    |           | 10        | 22        | 22        | 22 de septiembre de 2021 | 25 de mayo de 2022  | Estrenada |
| Chicago Fire    |           | 11        | 22        | 22        | 21 de septiembre de 2022 | —                   | Estrenada |
| Chicago P.D.    |           | Intro     | Intro     | Intro     | 15 de mayo de 2013       | 15 de mayo de 2013  | Estrenada |
| Chicago P.D.    |           | 1         | 15        | 15        | 8 de enero de 2014       | 21 de mayo de 2014  | Estrenada |
| Chicago P.D.    |           | 2         | 23        | 23        | 24 de septiembre de 2014 | 20 de mayo de 2015  | Estrenada |
| Chicago P.D.    |           | 3         | 23        | 23        | 30 de septiembre de 2015 | 25 de mayo de 2016  | Estrenada |
| Chicago P.D.    |           | 4         | 23        | 23        | 21 de septiembre de 2016 | 17 de mayo de 2017  | Estrenada |
| Chicago P.D.    |           | 5         | 22        | 22        | 27 de septiembre de 2017 | 9 de mayo de 2018   | Estrenada |
| Chicago P.D.    |           | 6         | 22        | 22        | 26 de septiembre de 2018 | 22 de mayo de 2019  | Estrenada |
| Chicago P.D.    |           | 7         | 20        | 20        | 25 de septiembre de 2019 | 15 de abril de 2020 | Estrenada |
| Chicago P.D.    |           | 8         | 16        | 16        | 11 de noviembre de 2020  | 26 de mayo de 2021  | Estrenada |
| Chicago P.D.    |           | 9         | 22        | 22        | 22 de septiembre de 2021 | 25 de mayo de 2022  | Estrenada |
| Chicago P.D.    |           | 10        | 22        | 22        | 21 de septiembre de 2022 | —                   | Estrenada |
| Chicago Med     |           | Intro     | Intro     | Intro     | 7 de abril de 2015       | 7 de abril de 2015  | Estrenada |
| Chicago Med     |           | 1         | 18        | 18        | 17 de noviembre de 2015  | 17 de mayo de 2016  | Estrenada |
| Chicago Med     |           | 2         | 23        | 23        | 22 de septiembre de 2016 | 11 de mayo de 2017  | Estrenada |
| Chicago Med     |           | 3         | 20        | 20        | 21 de septiembre de 2017 | 15 de mayo de 2018  | Estrenada |
| Chicago Med     |           | 4         | 22        | 22        | 26 de septiembre de 2018 | 22 de mayo de 2019  | Estrenada |
| Chicago Med     |           | 5         | 20        | 20        | 25 de septiembre de 2019 | 15 de abril de 2020 | Estrenada |
| Chicago Med     |           | 6         | 16        | 16        | 11 de noviembre de 2020  | 26 de mayo de 2021  | Estrenada |
| Chicago Med     |           | 7         | 22        | 22        | 22 de septiembre de 2021 | 25 de mayo de 2022  | Estrenada |
| Chicago Med     |           | 8         | 22        | 22        | 22 de septiembre de 2022 | —                   | Estrenada |
| Chicago Justice |           | Intro     | Intro     | Intro     | 11 de mayo de 2016       | 11 de mayo de 2016  | Estrenada |
| Chicago Justice |           | 1         | 13        | 13        | 1 de marzo de 2017       | 14 de mayo de 2017  | Estrenada |

## Series

### Chicago Fire

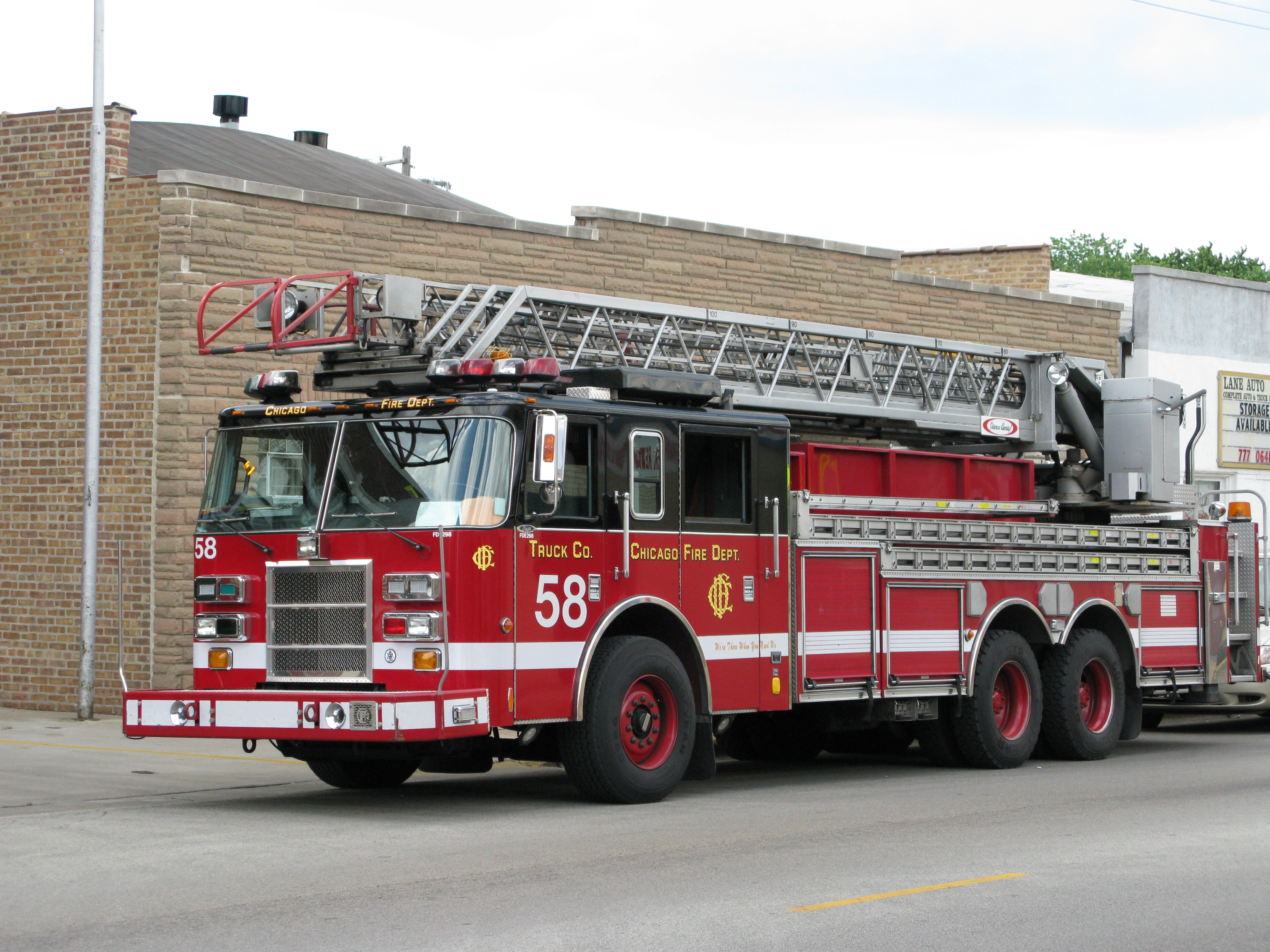
El Departamento de Bomberos de Chicago es donde se desarrolla Chicago Fire.

Chicago Fire  (Chicago en llamas en español) sigue a los bomberos, paramédicos y miembros del equipo de rescate de la estación 51.

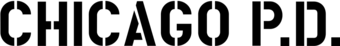
Chicago PD

### Chicago P.D.
Chicago P.D.  (Polícias de Chicago en español) sigue a los oficiales de patrulla uniformados y detectives del Distrito 21 del Departamento de Policía de Chicago. El episodio de Chicago Fire  "Let Her Go" sirve como piloto de puerta trasera.

### Chicago Med

Chicago Med

Chicago Med  sigue a los médicos y enfermeras de Gaffney Chicago Medical Center. El episodio de  Chicago Fire  "I Am the Apocalypse" sirve como piloto de puerta trasera.

### Chicago Justice

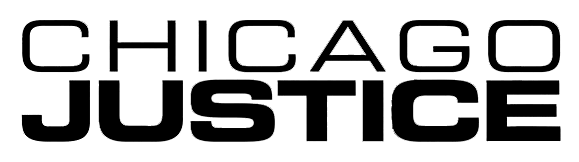
Chicago Justice

Chicago Justice  sigue a los fiscales e investigadores en la Oficina del Fiscal del Estado del Condado de Cook. El episodio "Justice" de "Chicago P.D." sirve como piloto de puerta trasera. La serie fue cancelada después de una temporada.